# Konj
Konj (südslawisch für Pferd) ist der höchste Berg des Kamešnica-Gebirges im Südwesten von Bosnien und Herzegowina. Er befindet sich in der Großgemeinde Livno.
Der kürzeste Aufstieg führt vom Dorf Podgradina an der Hauptstraße M-16 auf den Konj. Vom Gipfel auf 1852 m bietet sich bei gutem Wetter ein weiter Ausblick bis zur Adria.